# Nơi sinh của Frédéric Chopin

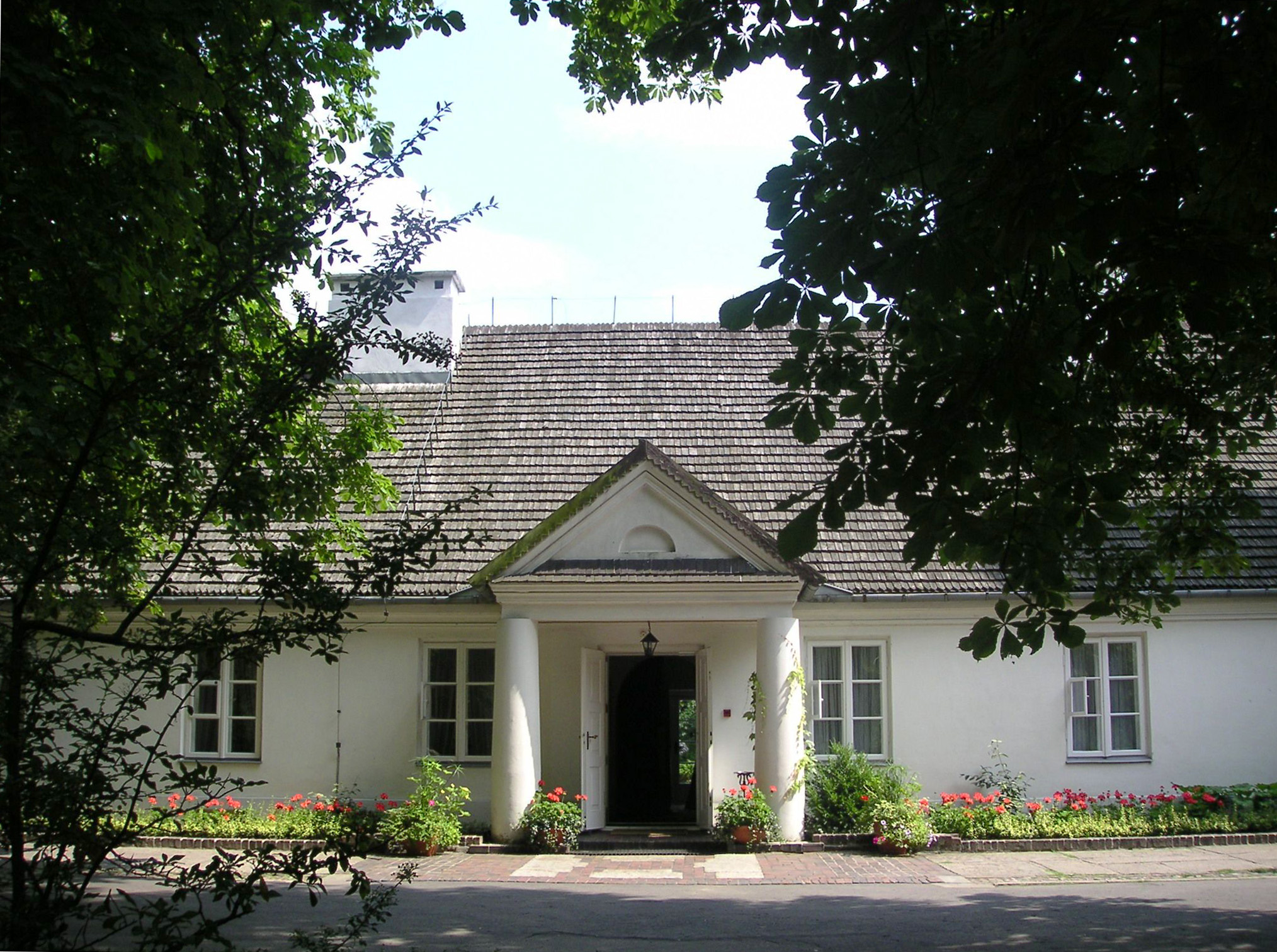
Nơi sinh của Frédéric Chopin ở Żelazowa Wola

Nơi sinh của Frédéric Chopin được bao quanh bởi một công viên tự nhiên rộng lớn (hơn 17 mẫu Anh) tại bờ sông Utrata ở Żelazowa Wola gần Sochaczew, Ba Lan. Địa điểm này hiện nay là một bảo tàng về nhà soạn nhạc, một chi nhánh của Bảo tàng Fryderyk Chopin ở Warsaw.

## Lược sử hình thành

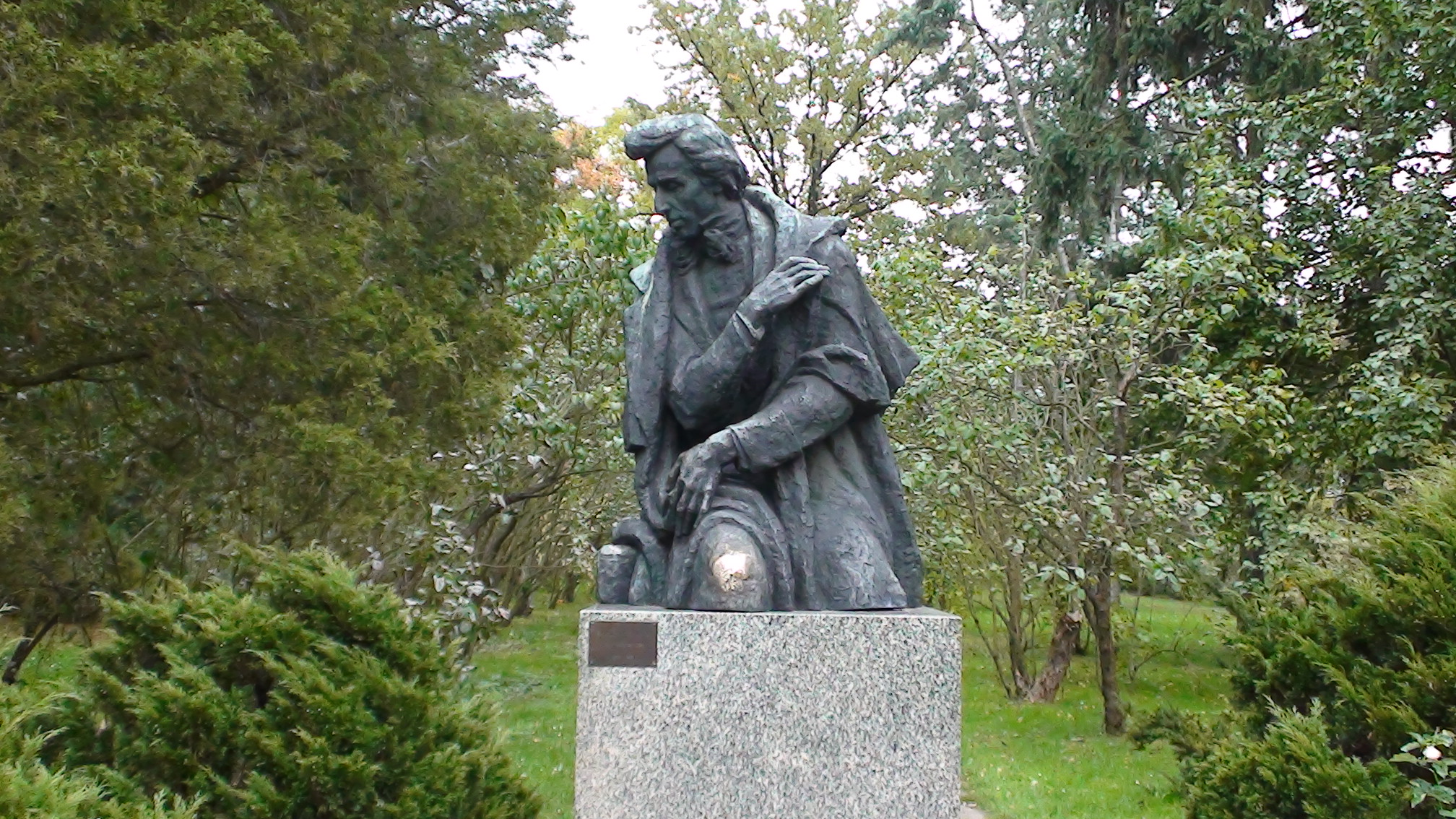
Tượng đài Frédéric Chopin ở Żelazowa Wola, tác phẩm của Józef Gosławski

Frédéric Chopin sinh tại đây vào ngày 1 tháng 3 năm 1810. Nhà soạn nhạc là con thứ hai của Mikołaj Chopin và Justyna, nhũ danh Krzyżanowska. Tất cả các chị em gái của Frédéric (chị Ludwika Marianna và hai em Justyna Izabela, Emilia) đều sinh ra ở Warsaw. Vào mùa thu cùng năm, gia đình Chopin chuyển đến Warsaw. Sau này, Frédéric vẫn thường đến Żelazowa Wola để nghỉ mát và tham dự các sự kiện gia đình.
Tài sản này lúc đầu thuộc quyền sở hữu của gia đình Skarbek, sau đó lần luợt thuộc về gia đình Szubert (1834), nam tước Eugehard (1840), và ngay sau đó là gia đình Peszel. Trong giai đoạn 1859-1879, Adam Towiański là chủ sở hữu của trang viên này. Từ năm 1879, nơi này trở thành một kho chứa thuộc sở hữu của Aleksander Pawłowski.
Năm 1894, theo sáng kiến của nhà soạn nhạc người Nga Mily Balakirev, một tượng đài Frédéric Chopin được Bronisław Żochowski và Jan Wojdyga xây dựng trong công viên.
Tài sản này sau đó thuộc quyền sở hữu của Roch Szymaniak (1918) và Ủy ban Chopin Ba Lan (1928). Trong Chiến tranh thế giới thứ hai, quân đội Đức đã chiếm đóng tòa nhà và sử dụng làm một bệnh viện quân sự vào mùa hè năm 1944.
Năm 1969, một tượng đài Frédéric Chopin được Józef Gosławski thiết kế và xây dựng trong công viên gần nơi sinh của Chopin.